# Mars Hills
Mars Hills är en kulle i Antarktis. Den ligger i Östantarktis. Nya Zeeland gör anspråk på området. Toppen på Mars Hills är 907 meter över havet.
Terrängen runt Mars Hills är huvudsakligen kuperad, men norrut är den bergig. Trakten är obefolkad. Det finns inga samhällen i närheten. 